# Himerta epicnemia
Himerta epicnemia är en stekelart som beskrevs av Leblanc 1989. Himerta epicnemia ingår i släktet Himerta och familjen brokparasitsteklar. Inga underarter finns listade i Catalogue of Life.